# Еж (вагон метро)
Вагоны метро типа «Еж» были созданы на основе вагонов типа «Е». В обиходе данный тип (как и основанный на нём тип «Еж3») вагонов часто называют «Ёжиками».

## Модификации
Выпускались в нескольких модификациях:
- «Еж» (81-707) — могли использоваться как головные и промежуточные.
- «Еж1» (81-708) — в оригинальной комплектации  использовался только как промежуточные, для использования в качестве головных требуют дооснащения. Технически идентичны «Еж».
- «Еж2» — промежуточный вагон без кабины управления. Из-за поставок в Москву вагонов типа «Ем-508/509» не выпускался. Проект послужил основой для вагона типа 81-714.
- «Ев» — модификация для Будапештского метрополитена. Отличается от «Еж» тем, что на вагонах стоят колёсные тележки колеи 1435 мм.

Вагоны типа «Л», «Еж3», «Еж-6», «Ем-508Т», «Ев3» и «Ечс» представляют собой отдельный тип вагонов метро, технически несовместимый с «Е», «Ев», «Ем»/«Ема»/«Емх», «Ем-501»/«Ема-502»/«Емх-503», «Ем-508/509» и «Еж»/«Еж1».

## История
Модель должна была стать переходной к вагонам нового типа «Ж», который так и не был построен. Производилась с 1970 по 1973 год. Номера вагонов «Еж» и «Еж1»: 5101 — 5560.
В отличие от «Е», все пассажирские двери у него были смещены в сторону кабины машиниста, что позволило вместо маленьких сидений в торцах вагона установить в его хвостовой части полноценные трехместные. Первый вагон «Еж» был выпущен в 1970 году и получил № 5101.
Сначала все вагоны «Еж» выпускались с полным комплектом оборудования для управления поездом, однако, вскоре после начала производства было принято решение о выпуске части вагонов с кабиной машиниста, но без части оборудования для управления поездом. Эти вагоны получили индекс «Еж1» и стали использоваться только как промежуточные, однако, в случае нехватки головных вагонов их без труда можно было дооснастить до уровня «Еж».

## Эксплуатация
В Московском метрополитене с 10 августа 2010 года регулярная эксплуатация вагонов «Еж» и «Еж1» прекращена на всех линиях, кроме Арбатско-Покровской линии с которой поезда ушли лишь 23 августа 2010 года. Они были заменены на «Номерные» на Сокольнической линии (сентябрь 2008), на «Русичи» на Филёвской (с 12 сентября 2009) и Арбатско-Покровской линиях. Последним вагоном этого типа в Москве стал вагон № 5170, он был сохранён для музея. Вагоны «Еж» и «Еж1» также эксплуатировались в Тбилисском метрополитене. В Киеве, в последний раз вагоны типа «Еж» использовались в качестве головных в 2015 году.

## В культуре
Вагоны Еж и Еж1 (81-707 и 81-708) воссозданы в дополнении (моде) «Metrostroi Subway Simulator» к игре «Garry's Mod» в Steam и функционируют в виде аддонов в Steam Workshop. Дополнение отличается от других симуляторов высокой реалистичностью.